# 下元年世
下元 年世（しももと としよ、1940年4月18日 - ）は、日本の俳優。大阪府出身。身長171cm。Dプロモーション所属。弟は俳優の史朗。

## 出演

### テレビドラマ
- 待っていた用心棒（1968年、NET）
  - 第7話「志士になる日」
  - 第20話「遠い国からの客」
- 帰って来た用心棒（1968年、NET）
  - 第17話「川の流れに」
  - 第25話「月下の顔」
- 俺は用心棒 第2シリーズ 第2話・第23話（1969年、NET）
- 天使の羽根 （1969年、NHK）
- 素浪人 花山大吉 62話「あきれた病気にかかっていた」（1970年3月7日、NET） - 役人
- 紅つばめお雪 第11話「ちびが、なこうど」（1970年、NET / 東映）
- 燃えよ剣（1970年、NET） - 杉山松介（長州藩士）
  - 第8話「月明無名小路」
  - 第9話「京三条池田屋」
  - 第26話「新選組副長 土方歳三」
- 遠山の金さん捕物帳（NET）
  - 第23話 「仁王と呼ばれた男」（1970年） - 吉次
  - 第60話 「わらべ唄に狂う女」（1971年） - かごかき
  - 第114話 「笑って死んだ女」（1972年）
- さむらい飛脚 第1話・第9話（1971年、NET）
- 軍兵衛目安箱 第16話「迷い道の町」（1971年、NET）
- 世なおし奉行（NET）
  - 第19話「黒い街道」（1972年8月10日） - 村田
  - 第21話「油地獄の娘」（1972年8月24日）
- 銭形平次 （CX / 東映）
  - 第210話「螢火の女」（1970年） - 三次
  - 第247話「ぎやまん地獄」（1971年） - 弥𠮷
  - 第317話「中山道地獄坂」（1972年） - 千太
  - 第333話「猫撫で地蔵」（1972年） - 瓦版売り
  - 第408話「ろくでなしの叫び」（1974年） - 千住の岡っ引
  - 第561話「八五郎大いに嘆く」（1977年） - 七五郎
  - 第602話「廻り舞台」（1977年） - 捨松
  - 第627話「兇悪犯護送」（1978年） - 甚五郎の手下
  - 第696話「初手柄のんびり同心」（1979年） - 弥十
  - 第708話「大雪原の追跡」（1980年） - 友吉
- 大岡越前（TBS / C.A.L）
  - 第3部 第16話「殺しの長脇差」（1972年10月2日） - 七之助
  - 第5部
    - 第9話「大奥の陰謀」（1978年4月3日）
    - 第14話「将軍様の人情裁き」（1978年5月8日） - 儀助
    - 第22話「父娘の絆」（1978年7月3日）

  - 第6部
    - 第13話「情けが仇の蕎麦がき代」（1982年5月31日） - 代貸
    - 第31話「呪われた縁談」（1982年10月4日） - 権造

  - 第9部
    - 第19話「義賊つむじ風の仇討ち」（1986年3月3日）
    - 第25話「怨みを買った男」（1986年4月14日）

  - 第10部 第26話「辻斬り三葉葵の陰謀」（1988年8月29日）
- 水戸黄門（TBS / C.A.L）
  - 第2部
    - 第16話「佐渡恋情 -佐渡-」（1971年1月11日） - 役人
    - 第32話「小太刀の女 -久留米-」（1971年5月3日） - 藩士 柴田

  - 第4部
    - 第6話「越後血風録 -高田-」（1973年2月26日） - 藩士
    - 第14話「落ちて来たおしら様 -弘前-」（1973年4月23日） - 勘七

  - 第5部
    - 第1話「水戸黄門 -江戸-」（1974年4月１日） - 寅蔵
    - 第2話「仇討ち甲州路 -青梅-」（1974年4月8日） - 寅蔵
    - 第17話「酔いどれ用心棒 -松山-」（1974年7月29日） - 亀六の子分　※下元勉と誤表記

  - 第6部 第3話「よみがえった男 -人吉-」（1975年4月14日） - 馬六の子分
  - 第7部
    - 第29話「花嫁になったお新 -飯田-」（1976年12月6日）- 伊蔵の手下
    - 第34話「日光街道日本晴れ -宇津宮・水戸-」（1977年1月10日）- 役人

  - 第9部 第6話「恐怖の標的 -一ノ関-」（1978年9月11日） - 役人
  - 第10部
    - 第1話「おあずけ喰った結婚式 -水戸・江戸-」（1979年8月13日）
    - 第2話「女度胸の鉄火肌 -神奈川-」（1979年8月20日） - 北村源八
    - 第21話「じゃじゃ馬娘はお医者様 -岩村-」（1980年1月7日） - 役人

  - 第11部 第16話「大当り黄門様の大芝居 -新発田-」（1980年12月1日） - 仁蔵
  - 第12部
    - 第9話「闇に閃く白頭巾 -膳所-」（1981年10月26日） - 役人
    - 第21話「湯気に隠れた悪企み -山中-」（1982年1月18日） - 岩蔵

  - 第13部 第3話「鬼が棲んでる天下の嶮 -箱根-」（1982年11月1日） - 関所の門番
  - 第14部
    - 第4話「わがまま姑の嫁いびり -白石-」(1983年11月21日)  - 唐次
    - 第20話「仇を討たれに来た男 -新発田-」（1984年3月12日） - 才蔵

  - 第15部
    - 第22話「悲願叶えた火焔剣 -三日月-」（1985年6月24日） - 浜田藩士
    - 第34話「女壺振り 仇討ち悲願 -松井田-」（1985年9月16日） - 子分

  - 第16部
    - 第3話「関所に巣喰う鬼退治 -箱根-」（1986年5月12日） - 雲助
    - 第26話「おてんば姫君七変化 -亀田-」（1986年10月20日） - 目明し新蔵
    - 第30話「銘酒を守った娘の真心 -新庄-」（1986年11月17日） - 竹松
    - 第34話「恐怖の隠密狩り -二本松-」（1986年12月15日） - 日野の配下

  - 第17部 第3話「炎に浮かぶ凶賊の罠 -甲府-」（1987年9月14日） - 大崎
  - 第18部
    - 第9話「悪計暴いた白頭巾 -諏訪-」（1988年11月7日）
    - 第15話「女意気地の博多織 -博多-」（1988年12月19日）
    - 第20話「陰謀渦巻く大草原 -熊本-」（1989年1月30日）
    - 第30話「天下の嶮の悪退治 -箱根-」（1989年4月10日） - 吉本多十郎

  - 第19部
    - 第16話「鬼が巣喰う金の山 -佐渡-」（1990年1月15日） - 権三の子分
    - 第20話「姫が暴いた悪企み -高山-」（1990年2月12日） - 河辺

  - 第20部
    - 第10話「悪を裁いた仇討ち芝居 -姫路-」（1991年1月14日） - 米吉
    - 第25話「紫頭巾が悪を斬る -中津-」（1991年4月29日） - 梶原
    - 第47話「嘘を承知の偽黄門 -日光-」（1991年9月30日） - 伝次

  - 第21部 第28話「黄門一家は用心棒 -諏訪-」（1992年10月12日）
  - 水戸黄門外伝 かげろう忍法帖
    - 第13話「悪党共よ夢を見ろ」（1995年8月14日） - 綜助

  - 第24部
    - 第22話「冤罪晴らす復讐の刃 -敦賀-」（1996年2月19日）
    - 第36話「嫁を認めた天明茶釜 -佐野-」（1996年6月3日） - 番頭

  - 第26部 第15話「白磁に咲いた恋の花 -伊万里-」（1998年5月25日） - 熊田屋の番頭
  - 第29部 第17話「酒と涙と隠居と女将 -高遠-」（2001年7月23日）
  - 第30部 第23話「いい湯だよ お母さん -由布院-」（2002年6月17日） -  仁助
  - 第31部 第18話「帰って来た風の盆 -八尾-」（2004年8月23日） -  六兵衛
  - 第35部 第10話「格さん切ない柳川慕情 -柳川-」（2005年12月12日） -  寅蔵
  - 第37部 第23話「次期将軍を狙った野望 -水戸・江戸-」（2007年9月17日） -  水夫
  - 第39部
    - 第1話「青空、恋空、江戸の空 いざ旅立ち! -水戸・江戸-」（2008年10月13日） -  三井四郎右衛門
    - 第20話「踊り子の想いを繋ぐ天の橋立 -宮津-」（2009年3月9日）

  - 第40部 第5話「美人剣士の婿選び -山形-」（2009年8月24日） - 五郎蔵
  - 第41部 第8話「貞淑妻の意外な過去 -奈良-」（2010年5月31日） - 忠兵衛
  - 第42部 第6話「助さんに見た父の面影 -富山-」（2010年11月15日） - 岩伍
- 木枯し紋次郎 第2シリーズ （1973年、CX / C.A.L）
  - 第12話「九頭竜に折鶴は散った」
  - 第14話「明烏に死地を射た」
  - 第20話「上州新田郡三日月村」
- 新選組 （1973年、CX / 東映） ※鶴田浩二版
  - 第4話「千本通りに消えた銃声」
  - 第5話「桂小五郎襲撃の夜」
  - 第7話「祇園小路の人質」
  - 第8話「浪士糺の森に集結す」
  - 第10話「大坂天満宮の襲撃」
  - 第11話「士道に背く事を許さず」
  - 第14話「奈良尼寺の急襲」
- いただき勘兵衛旅を行く 第20話「仮寝の夢に泣いたとさ」（1973年、NET / 東映） - 素浪人
- 必殺シリーズ（ABC）
  - 暗闇仕留人 第5話「追われて候」（1974年） - 手下
  - 必殺必中仕事屋稼業 第5話「忍んで勝負」（1975年） - 彦六
  - 必殺仕置屋稼業 第21話「一筆啓上逆夢が見えた」（1975年） - 小鹿
  - 必殺仕業人
    - 第1話「あんたこの世をどう思う」（1976年） - 久助
    - 第7話「あんたこの仇討どう思う」（1976年） - 仙六
    - 第27話「あんたこの逆恨をどう思う」（1976年） - 猪之助

  - 必殺からくり人・血風編
    - 第1話「魔窟に潜む紅い風」（1976年） - 矢島源十郎
    - 第9話「小判が眼をむく紅い闇」（1976年） - 作造

  - 新・必殺仕置人（1977年）
    - 第5話「王手無用」 - 与力
    - 第12話「親切無用」 - 銀次
    - 第21話「質草無用」 - 仙吉
    - 第30話「夢想無用」 - 竜三九郎

  - 江戸プロフェッショナル・必殺商売人
    - 第19話「親にないしょの片道切符」（1978年） - 仁助

  - 必殺からくり人・富嶽百景殺し旅 第8話「甲州犬目峠」（1978年） - 留吉
  - 翔べ! 必殺うらごろし
    - 第11話「人形が泣いて愛する人を呼んだ」（1979年） - 平田勝成
    - 第20話「水探しの占い棒が死体を見つけた」（1979年） - 嘉吉

  - 必殺仕事人
    - 第13話「矢で狙う標的は仕事人か?」（1979年） - 又蔵
    - 第19話「仕事人が女に惚れてなぜ悪い?」（1979年） - 勘十
    - 第28話「尼寺に鬼女は棲むのか?」（1979年） - 利助
    - 第43話「情技 衣替え地獄落し」（1980年） - 可内
    - 第48話「表技魔の鬼面割り」（1981年） - 平井玄馬
    - 第66話「描き技 絵筆逆手屏風突き」（1980年） - 義助
    - 第82話「激闘技地獄道暴れ斬り」（1982年） - 小伝次

  - 必殺仕舞人
    - 第1話「恨みがよんでる佐渡おけさ」（1981年） - 浪人
    - 第8話「坊さんかんざし買うを見た -高知-」（1981年） - 丑松

  - 新・必殺仕舞人 第3話「三界節娘恋し父恋し」（1982年） - 本多
  - 新・必殺仕事人
    - 第9話「主水 留守番する」（1981年） - 源三
    - 第18話「主水上役に届け物する」（1981年） - 徳兵衛
    - 第26話「主水仮病休みする」（1981年） - 同心 鈴木
    - 第38話「主水女の節句に遠慮する」（1982） - 喜之助

  - 必殺仕事人III
    - 第11話「恋の重荷を背負ったのは秀」（1982年） - 勘次
    - 第21話「赤ん坊を拾ったのは三味線屋おりく」（1983年） - 兼松
    - 第35話「金融札に手を出したのは加代」（1983年） - 金蔵

  - 必殺渡し人
    - 第1話「涼みの夜に渡します」（1983年7月8日） - 刺客

  - 必殺仕事人IV
    - 第1話「主水 悲鳴をあげる!」（1983年10月21日） - 後藤
    - 第14話「主水 節分の豆を食べる」 - 定八
    - 第32話「主水超能力山伏に部屋を貸す」 - 安

  - 必殺仕切人
    - 第4話「もしも狼男が現れたら」（1984年9月21日） - 安川大五郎

  - 必殺仕事人意外伝 主水、第七騎兵隊と闘う 大利根ウエスタン月夜（1985年） - 州の崎の政吉
  - 必殺仕事人V
    - 第17話「加代 子守唄を歌う」（1985年） - 銀次

  - 必殺橋掛人
    - 第1話「江戸絵図の謎を探ります」（1985年） - 寅
    - 第9話「柴又帝釈天のトラを探ります」（1985年9月27日） - 吉蔵

  - 必殺仕事人V・激闘編
    - 第5話「りつの家出で泣いたのは主水」（1985年12月20日） - 宗兵衛
    - 第14話「せんとりつ不倫する」（1986年2月28日） - 長次
    - 第23話「組紐屋の竜、襲われる」 - 与七

  - 必殺まっしぐら!
    - 第1話「秀が帰ってきた!」（1986年8月8日） - 留吉
    - 第7話「相手は徳島剣山の暴力修験者」（1986年9月19日） - 孫七

  - 必殺仕事人V・旋風編 第9話「主水、りつ、ラブホテルに行く」（1987年1月30日） - 仙蔵
  - 必殺仕事人V・風雲竜虎編
    - 第3話「返り討ち悲話」（1987年3月23日） - 辰蔵
    - 第16話「白か黒か大商人誘拐騒動」（1987年7月10日） - 茂兵衛

  - 必殺スペシャル・春 勢ぞろい仕事人! 春雨じゃ、悪人退治（1990年4月6日） - 利助
  - 必殺仕事人・激突!
    - 第3話「水戸黄門の印篭」（1991年10月22日） - 和吉
    - 第13話「夢次、見合いする!?」（1992年1月21日） - 与平
    - 最終話「最後の大仕事」（1992年3月24日） - 矢源太

  - 必殺仕事人2009
    - 第8話「一発勝負」（2009年3月6日） - 伝兵衛
    - 第18話「的は婿殿」（2009年5月29日） - 薮田又蔵

  - 必殺仕事人2010（2010年7月10日）
  - 必殺仕事人2013（2013年2月17日）

- 座頭市物語 第24話「信濃路に春は近い」（1975年、フジテレビ）
- 痛快!河内山宗俊 第19話「見果てぬ夢の宝の山」（1975年、CX）
- 十手無用 九丁堀事件帖 （NTV　/ 東映）
  - 第2話「わらを掴んだ女」（1975年10月16日）
  - 第18話「死を招く黄色い水」（1976年2月1日） - 大岡
- 夫婦旅日記 さらば浪人 第4話「恋しのぶ宿」（1976年、CX）
- ベルサイユのトラック姐ちゃん 第17話「古都の夜 女は燃える」（1976年、NET / 東映） - 古美術店・求古堂主人
- 江戸を斬る（TBS / C.A.L）
  - 江戸を斬るII 第18話「忠治、江戸に現わる」（1976年） - 役人
  - 江戸を斬るIII
    - 第12話「殴られた水戸烈公」（1977年） - 門番
    - 第25話「掠奪された御用金」（1977年） - 五郎蔵の子分

  - 江戸を斬るV
    - 第7話「御用金奪還!暁の追跡」（1980年） - 伊八
    - 第10話「当り富札は殺しの番号」（1980年） - 平治
- 新 木枯し紋次郎 第3話「四つの峠に日が沈む」（1977年、12ch / C.A.L）
  - 第4話「雷神が二度吼えた」 - 佐十郎
  - 第13話「明日も無宿の次男坊」- 平吉
- 風鈴捕物帳 第3話「風小僧の子守唄」（1978年、ANB）
- 桃太郎侍（NTV）
  - 第132話「男の別れに散る桜」（1979年4月29日）
  - 第157話「分家よろず養生指南」（1979年10月21日）
- 花かぶら（1980年、MBS）
- 長七郎天下ご免!（テレビ朝日）
  - 第15話「酔いどれ女の子守唄」（1980年） - 麻次
  - 第53話「かりそめの花嫁衣裳」（1980年） - 平田
  - 第73話「母の祈りの祭り太鼓」（1981年） - 高坂
  - 第107話「げんこつ涙の子守唄」（1982年） - 倉吉
- 裸の大将放浪記 第5話「人の口は恐ろしいので」（1981年、KTV） - 記者
- 影の軍団 シリーズ（KTV / 東映）
  - 服部半蔵 影の軍団　第23話「赤い蛇の目は死の宣告」（1980年）-吉造
  - 影の軍団III 第11話「龍馬、麟太郎を襲う」（1982年）
- 松平右近事件帳（1982年、NTV / ユニオン映画）
  - 第6話「お店者無情」- 伊平次
  - 第13話「知られたくなかった秘密」- 星山師
  - 第33話「妻恋いしぐれ」
  - 第48話「十手に賭けた命」- 仙吉
- 新・松平右近
  - 第7話「瞼の父の子守唄」 - 佐七
  - 第22話「右近の旅立ち」- 長内
- 時代劇スペシャル「刺客街道」（1982年、CX）-
- 源九郎旅日記 葵の暴れん坊 第23話「葵は薩摩の怨敵でごわす!」（1982年10月9日、ANB） - 陣場
- 斬り捨て御免!（TX）
  - 第1シリーズ（1980年）
    - 第9話「小太刀に濡らす涙雨」 - 伊三郎

  - 第2シリーズ（1981年）
    - 第12話「女はかない哀れ花」 - 原田十蔵

  - 第3シリーズ（1982年）
    - 第1話「熱き口づけは死を誘う」 - 猪之
    - 第5話「やわ肌が乱れる地獄島潜入」 - 一角
    - 第21話「伊賀の女に明日はない」
    - 第22話「今あかす翁の御前の正体」
- 眠狂四郎円月殺法 第9話「はぐれ三味線運命剣-蒲原の巻-」（1983年1月19日、TX） - 清二
- ザ・サスペンス「本陣殺人事件　三本指で血ぬられた初夜」（1983年2月19日、TBS）
- 赤かぶ検事奮戦記（ABC）
  - 赤かぶ検事奮戦記III 第10話「純愛老人に負けた女」（1983年3月11日） - 布浦
  - 赤かぶ検事の逆転法廷 第4話「容疑者は赤かぶ検事夫人」（1992年） - 上田房雄
- 部長刑事 第1282回「殺しを見た少女」（1983年5月21日、ABC）
- 時代劇スペシャル 「無明剣走る」（1983年8月19日、CX）
- 土曜ワイド劇場「京都殺人案内8　刑事の娘を襲った悪徳サラ金　三十八年目の殺意」（1983年10月22日、ABC）
- 怪人二十面相と少年探偵団 第15,16回（1983年、KTV） - 有明詩郎
- 新・なにわの源蔵事件帳 第6話「絵図面盗難事件」（1983年12月14日、NHK）
- 怪人二十面相と少年探偵団II 第21回（1984年、KTV） - 島田忠男
- 西部警察 PART-III 第48話「激追!! 地を走る3億ドル - 大阪・神戸篇 -」（1984年4月22日） - 大阪府警刑事
- 長七郎江戸日記（NTV系 / ユニオン映画）
  - 第1シリーズ 
    - 第13話「風流乙女慕情」（1984年1月） - 牧田
    - 第40話「標的になった男」（1984年11月） - 河野
    - 第49話「標的になった男」（1985年2月）- 藤助
    - 第85話「標的になった男」（1986年1月） - 朝吉
    - 第95話「鶴の恩返し」（1986年4月） - 左平次
    - 第106話「泣くな山鳩」（1986年9月） - 猟師
    - SP7「血闘・荒木又右衛門」（1986年10月） - 中間

  - 第2シリーズ
    - 第19話「妻こそ我が命」（1988年） - 才次
    - 第40話「不幸を呼ぶ女」（1989年） - 繁蔵
    - 第47話「蘇える面影」（1989年） - 繁蔵

  - 第3シリーズ
    - 第10話「若後家には御用心」（1990年） - 五郎次
    - 第28話「泪橋越えたら‥‥」（1991年） - 相馬鉄之進
    - 第31話「肩よせ合って」（1991年） - 一倉
    - 第37話「鉄火芸者の心意気」（1991年） - 柏崎
- 暴れん坊将軍シリーズ（ANB / 東映）
  - 暴れん坊将軍II
    - 第136話「おやこ鷹 師走の哀歌!」（1985年） - 伊達陸奥守
    - 第183話「爆破! 人質は八百八町」（1987年） - 日下十三郎

  - 暴れん坊将軍III
    - 第20話「からくり盗っ人街道」（1988年） - 親見伝八
    - 第43話「悲願成就、半次郎のいのち」（1988年） - 儀助
    - 第62話「恋の目安箱」（1989年） - 若林弥七
    - 第116話「開眼! 涙の仇討」（1990年） - 青井大炊頭

  - 暴れん坊将軍IV
    - 第17話「泣くな妹よ、母ありせば!」（1991年） - 善蔵
    - 第27話「大奥の女」（1991年） - 相馬屋三左衛門
    - 第49話「恋山彦 幻の花嫁!」（1992年） - 小川道庵

  - 暴れん坊将軍VI
    - 第14話「伊賀者一代血の詫び状」（1995年） - 本多外記
    - 第50話「天下を正す無頼漢」（1996年） - 越後屋宗兵衛

  - 暴れん坊将軍VIII 第18話「口づけが起こした波紋」（1998年） - 建部郷右衛門
- 遠山の金さん 第143話「さすらいの黙示録・越後三味線の女III」（1985年5月）
- 遠山の金さんII 第38話「新妻の瞳は愛と死を見つめて!」（1986年8月）
- 名奉行 遠山の金さん（ANB / 東映）
  - 第1シリーズ 第20話「美人姉妹の復讐」（1988年） - 白子屋番頭
  - 第3シリーズ 第19話「毒薬を買う女」（1991年） - 源五郎
  - 第5シリーズ 第11話「公金を横領した武士の妻」（1993年） - 猪之松
  - 第6シリーズ 第9話「女、霧の中の殺意」（1994年） - 伊之吉
- 三匹が斬る!
  - 三匹が斬る! 第17話「人妻の、涙甘いかしょっぱいか」（1988年） - 殿のお側近
  - 続続・三匹が斬る! 第6話「母しぐれ、金が仇の地獄旅」（1990年）- 鉄五郎
- 鬼平犯科帳（CX系）
  - 第1シリーズ
    - 第13話「笹やのお熊」（1989年） - 入升屋市五郎
    - 第19話「むかしの男」（1989年） - 三次

  - 第2シリーズ
    - 第17話「春の淡雪」（1991年）
    - スペシャル「熱海みやげの宝物」（1991年）

  - 第3シリーズ
    - 第5話「熊五郎の顔」（1992年1月22日）
    - 第13話「尻毛の長右衛門」（1992年3月18日）

  - 第4シリーズ
    - 第3話「盗賊婚礼」（1992年）
    - 第19話「おしゃべり源八」（1993年）

  - 第7シリーズ 第6話「殺しの波紋」（1997年）
  - 鬼平犯科帳スペシャル 一寸の虫（2011年4月15日） - 勘右衛門
  - 鬼平犯科帳スペシャル 見張りの糸（2013年5月31日）
- 八百八町夢日記（NTV / ユニオン映画）
  - 第1シリーズ 
    - 第5話「情けをかけて」（1989年） - 小西隼人正
    - 第30話「生き別れ、思いの糸」（1990年） - 加賀爪の家臣

  - 第2シリーズ 第16話「女賊さんげ」（1992年、日本テレビ） - 本田十内
- 月影兵庫あばれ旅 第2シリーズ 第1話「江戸で悪を斬る!」（1990年、TX / 松竹）
- 将軍家光忍び旅（ANB / 東映）
  - 第1シリーズ 第5話「箱根に散った花一輪」（1991年） - 原田敬一郎
  - 第2シリーズ
    - 第1話「暗雲ただよう中山道! 家光を狙う妖しい美女と謎の黒幕!」（1992年） - 市兵衛
    - 第17話「絹の村、引き裂かれた夢」（1993年） - 作兵衛
- 天下の副将軍水戸光圀 徳川御三家の激闘（1992年1月2日、TX） - 徳川家綱
- 月曜ドラマスペシャル 北大路欣也 芸能生活35周年記念「忠治旅日記　激烈! 青年国定忠治」（1992年2月24日、TBS） - 伊太八
- 闇を斬る!大江戸犯科帳 第17話「人情裁き!裏表二人奉行」（1993年、NTV / ユニオン映画） - 境
- 江戸の用心棒（NTV / ユニオン映画）
  - 第3話「そば一杯の用心棒」（1994年） - 東田
  - 第18話「狙われた父娘」（1994年） - 辰吉
  - 第27話「春一番!江戸っ子娘」（1995年） - 尾上四郎五郎
- 連続テレビ小説（NHK）
  - 「甘辛しゃん」（1997年）
  - 「オードリー」（2000年） - 野村嘉一 役
  - 「まんてん」（2002年） - 医師
  - 「風のハルカ」（2005年） - 専務・前田 役
- 最後のストライク（2000年、CX系）
- 剣客商売 （CX / 松竹）
  - 第2シリーズ 第10話「雨の鈴鹿川」（2000年） - 末髙五兵衛
  - 第3シリーズ 第3話「狂乱」（2001年）
- 御家人斬九郎 第5シリーズ 第10話 「最後の死闘」（2002年、CX）
- 盤嶽の一生（2002年、CX）第8話「男と女」-藩士
- 新春ワイド時代劇（TX）
  - 「忠臣蔵〜決断の時」（2003年1月2日） - 大久保権右衛門（幕府旗本 目付）
  - 「忠臣蔵〜その義その愛」（2012年1月2日）
- かるたクイーン（2003年、NHK）
- 子連れ狼 第二部 第19話「大五郎涙の決意! 一刀対烈堂大爆破の死闘!」（2003年、ANB / 東映） ※北大路欣也版
- 京都祇園入り婿刑事事件簿11（2004年、CX系） - 山田和則
- 逃亡者 おりん（TX / C.A.L）
  - 第1話「哀しみの母子草」（2006年10月20日） - 榊原内膳
  - 第9話「激闘!御三家の陰謀」（2006年12月22日） - 中川丈兵衛
  - 第12話「母子・涙の仇討ち」（2007年1月19日） - 嘉平
- 主水之助七番勝負〜徳川風雲録外伝〜（2008年） - 江馬治部右衛門 役
- 赤かぶ検事 京都篇 第7話（2010年2月24日、TBS）
- 科捜研の女 season10 第2話「多すぎる殺人容疑者 口唇紋と指紋の秘密」（2010年、EX）
- 木曜ミステリー 刑事110キロ 第7話「なぜ彼を撃ったの? 親友警官に問う!! 京都の里山で起きた銃撃事件の裏の裏」（2013年、EX）
- 土曜ワイド劇場「狩矢父娘シリーズ16　京都・嵐山〜鵜飼い殺人事件!」（2014年8月30日、EX） - 柏田孝志
- 伝七捕物帳（2017年） - 山形屋源三
- 雲霧仁左衛門・5（2019年、NHK-BSプレミアム）

### 映画
- 日本列島（1965年、日活） - 警視総監
- 裸の十九才（1970年、近代映画協会）
- 無宿（1974年、東宝）
- 必殺! III 裏か表か（1986年、松竹/朝日放送） - 地廻り
- 必殺始末人（1997年） - 亀甲屋与右衛門 役
- 難波金融伝・ミナミの帝王 劇場版PARTXV 商工ローン〜保証人の落し穴（2001年、ケイエスエス）
- 幸福のスイッチ（2006年） - 平井社長 役
- ふるさとをください（2008年）
- ビターコーヒーライフ（2012年、テンダープロ）
- 新世界歌謡道パートII（2014年）
- 太秦ライムライト（2014年） - 撮影監督（回想）

### Vシネマ
- 首領への道（2000年・2002年・2005年、GPミュージアム）
  - 首領への道9（2000年） - 関東連合会 綱島組組長 綱島将蔵
  - 首領への道17・18（2002年） - 四国連合 竜道会会長 池田茂造
  - 首領への道24（2005年） - 米原 七代目大和田一家 総長代行 東野久志
- 実録・名古屋やくざ戦争 統一への道2（2003年、GPミュージアム） - 城田組相談役 大山稔
- 実録・東組抗争史 閻魔の微笑（2004年、GPミュージアム）
- 影の交渉人 ナニワ人情列伝（2009年、東映ビデオ） - 国土交通省事務次官

### バラエティ
- 歴史秘話ヒストリア（2013年、NHK総合） - 徳川家康 ※ドラマパート部分の出演
  - 「千姫 呪われしプリンセス〜家康の孫娘 その数奇な生涯〜」
  - 「“愛”の武将 美しき絆〜直江兼続と前田慶次 会津にかけた夢〜」

### CM
- 徳山物産

### 舞台
- 新歌舞伎座「中条きよし」「杉良太郎」「田村正和」公演
- 名鉄ホール「ミヤコ蝶々」公演
- 御園座「中条きよし」「杉良太郎」「五木ひろし」公演
- 明治座「杉良太郎」公演
- 中座「三門忠司」公演
- 劇団往来「我愛你」（2023年6月 大阪 インディペンダントシアター2nd劇場）